# Bebalang
Bebalang is een bestuurslaag in het regentschap Bangli van de provincie Bali, Indonesië. Bebalang telt 5732 inwoners (volkstelling 2010).